# Man (Obala Bjelokosti)
Man je grad u Obali Bjelokosti, sjedište regije Dix-Huit Montagnes ("Osamnaest planina"). Nalazi se na zapadu države, 100 km od tromeđe Obala Bjelokosti-Liberija-Gvineja. Popularno je turističko odredište, zbog prirodnih ljepota ove regije. Lokalno se stanovništvo bavi trgovinom i poljoprivredom.
Godine 1998. Man je imao 116.657 stanovnika, čime je bio sedmi grad po brojnosti u državi.